# Tour della nazionale maschile di rugby a 15 della Francia 1972
Nel 1972 la nazionale francese di rugby a 15, si reca in tour in Australia per una serie di match
Riesce ad aggiudicarsi la serie di "test match" con l'Australia, grazie ad un pareggio ed una vittoria e rimanendo imbattuta anche negli altri match.

## Risultati
Sistema di punteggio: meta = 4 punti, trasformazione=2 punti, punizione e calcio da mark=  3 punti. drop = 3 punti. 
| Perth 28 maggio 1972 | Western Australia | 12 – 29 | Francia XV |  |

| Adelaide 31 maggio 1972 | Sud Australia | 19 – 44 | Francia XV |  |

| Hobart 3 giugno 1972 | Tasmania | 12 – 45 | Francia XV |  |

| Sydney 6 giugno 1972 | Sydney | 9 – 15 | Francia XV |  |

| Sydney 10 giugno 1972 | New Sotuh Wales | 23 – 29 | Francia XV |  |

| Armidale 12 giugno 1972 | New South Wales Country | 15 – 25 | Francia XV |  |

| Arbitro: | W: Conney |

| |            | |
| mete: Taafe, Taylor c.p.: Fairfax 2 | Marcatori  | mete: Lux 2, Saisset trasf.: Villepreux |
| 15 Arthur McGill 14 John Taylor, 11 Jeff McLean 13 Dave Burnet, 12 David Rathie 10 Russell Fairfax, 9 John Hipwell 8 Dick Cocks, 7 Greg Davis (c), 6 Peter Sullivan 5 Reginald Smith, 4 Stuart Gregory 3 Roy Prosser, 2 Bruce Taafe, 1 David Dunworth sostituti: Jake Howard | Formazioni | 15 Pierre Villepreux 14 Bernard Duprat, 11 Jean-Pierre Lux 13 Jean Trillo, 12 Claude Dourthe 10 Jean-Louis Berot, 9 Max Barrau 8 Walter Spanghero (c), 7 Jean-Claude Skrela, 6 Olivier Saisset 5 Jean-Pierre Bastiat, 4 Claude Spanghero 3 Jean-Louis Azarete, 2 Rene Benesis, 1 Armand Vaquerin sostituti: Henri Cabrol |

| Brisbane 21 giugno 1972 | Queensland | 3 – 37 | Francia XV | Ballymore |

| Arbitro: | J. Reilly |

| |            | |
| c.p.: Fairfax 5 | Marcatori  | mete: W.Spagnhero, Maso 2 trasf.: Villepruex, Cabrol |
| 15 Arthur McGill 14 John Taylor, 11 Jeff McLean 13 Dave Burnet, 12 David Rathie 10 Russell Fairfax, 9 John Hipwell 8 Dick Cocks, 7 Greg Davis (c), 6 Peter Sullivan 5 Reginald Smith, 4 Stuart Gregory 3 Roy Prosser, 2 Bruce Taafe, 1 David Dunworth | Formazioni | 15 Pierre Villepreux 14 Claude Dourthe, 11 Jean-Pierre Lux 13 Jean Trillo, 12 Jo Maso 10 Henri Cabrol, 9 Max Barrau 8 Walter Spanghero (c), 7 Pierre Biemouret, 6 Olivier Saisset 5 Alain Esteve, 4 Claude Spanghero 3 Jean Iracabal, 2 Andre Lubrano, 1 Jean-Claude Rossignol |